# Donald Martino
Donald James Martino (* 16. Mai 1931 in Plainfield, New Jersey; † 8. Dezember 2005 bei der Antilleninsel Antigua) war ein US-amerikanischer Komponist.

## Leben und Wirken
Martino hatte ab dem neunten Lebensjahr Klarinetten-, Saxophon- und Oboenunterricht und begann im Alter von fünfzehn Jahren mit dem Komponieren. Er studierte an der Syracuse University und der Princeton University und war Kompositionsschüler von Ernst Bacon, Roger Sessions, Milton Babbitt und Luigi Dallapiccola.
Er unterrichtete an der Princeton University und der Yale University, war Composer in Residence der Yale Summer School of Music and Art in Tanglewood und leitete von 1969 bis 1979 die Kompositionsabteilung des New England Conservatory. Danach war er Professor für Musik an der Brandeis University und der Harvard University.
Neben zwei Fulbright-Stipendien und drei Guggenheimpreisen, Preisen des Massachusetts Arts Council  und des  National Endowment for the Arts erhielt Martino 1974 den Pulitzerpreis in Musik für sein Nonett. Er war Mitglied der American Academy of Arts and Letters (1981) und der American Academy of Arts and Sciences (1987).
Martino komponierte Orchesterwerke und Instrumentalkonzerte, Chor- und Kammermusik, Stücke für Klavier und für Jazzensemble und Lieder. Er folgte in seinen Kompositionen einer modernen Ton- und Formensprache und verwendete atonale und serielle Techniken.
Martino starb am 8. Dezember 2005 im Alter von 74 Jahren auf einer Schifffahrt in der Karibik vor der Küste von Antigua. Nach einem hypoglykämischen Schock war ein Kreislaufstillstand die Todesursache. Nach seinem Tod wurde der Donald Martino Award gestiftet, der an herausragende Kompositionsstudenten des New England Conservatory vergeben wird.

## Werke
- Klavierkonzert, 1965
- Cellokonzert, 1972
- Paradiso Choruses, 1974
- Triplekonzert für Klarinette, Bassklarinette und Kontrabassklarinette, 1977
- The White Island, 1985
- Saxophonkonzert, 1987
- Violinkonzert, 1996
- Klarinettenkonzert, 2003
- From The Bad Child's Book of Beasts für Sopran und Klavier
- From the Other Side für Flöte, Cello, Klavier und Schlagzeug
- Notturno für Flöte, Klarinette, Violine, Cello, Klavier und Schlagzeug
- Fantasies and Impromptus für Klavier